# Ariston aristus
Ariston aristus är en spindelart som beskrevs av Brent D. Opell 1979. Ariston aristus ingår i släktet Ariston och familjen krusnätsspindlar.
Artens utbredningsområde är Panama. Inga underarter finns listade i Catalogue of Life.